# Jean-Paul Gusching
Jean-Paul Gusching, né le 25 juillet 1955 à Neuville-Coppegueule (Somme, France), est un prélat catholique français, évêque de Verdun depuis 2014.

## Biographie

### Formation
Jean-Paul Gusching, après l'obtention de son baccalauréat entreprend des études de comptabilité. Une fois son diplôme obtenu, il intègre le séminaire Saint-Sulpice à Issy-les-Moulineaux en 1976 où il suit les cycles de philosophie. Il rejoint ensuite le séminaire de Reims pour y suivre le cycle de théologie.
Il est ordonné prêtre pour le diocèse d'Amiens le 19 juin 1983. Il poursuit ensuite ses études à l'institut catholique de Paris où il fréquente l’Institut supérieur de pastorale catéchétique (ISPC) jusqu'en 1984 puis le cours de théologie l'année suivante.

### Principaux ministères
Après son ordination en 1983, il est d'abord nommé vicaire puis curé de Corbie. En 1990, il est nommé vicaire à la cathédrale d'Amiens et membre de l'équipe des prêtres du centre-ville dont il devient brièvement curé in solidum en 1999.
De 2000 à 2004, il est curé de Péronne et modérateur de plusieurs paroisses.
En 2004, Jean-Luc Bouilleret le choisit comme vicaire général du diocèse. Il est nommé prélat d'honneur par Benoît XVI le 15 mars 2010.
Le 15 mars 2010, il est fait prélat de Sa Sainteté par le pape Benoît XVI sur demande de son évêque Jean-Luc Bouilleret
En 2013, lors du départ de Jean-Luc Bouilleret pour Besançon, il est choisi comme administrateur diocésain, charge qu'il conserve jusqu'à la prise de possession canonique du siège épiscopal par le nouvel évêque, Olivier Leborgne, le 6 avril 2014. Celui-ci le confirme alors dans sa fonction de vicaire général.
Mais, quelques semaines plus tard, il est lui-même appelé à rejoindre le collège épiscopal et le 3 juillet 2014 il est nommé évêque de Verdun en remplacement de François Maupu qui se retire pour limite d'âge.
Son ordination épiscopale a lieu le 21 septembre 2014 à 15 heures en la cathédrale de Verdun. Elle est présidée par Bouilleret qui l'avait choisi comme vicaire général à Amiens et qui, archevêque de Besançon, devient son métropolitain, il est assisté des évêques François Maupu et Olivier Leborgne.
En arrivant en 2014, il prend parallèlement la présidence de la fondation à laquelle appartient l'ossuaire de Douaumont.
Le 20 juin 2023, il participe à Verdun, au centre mondial de la Paix à une conférence organisée par la Grande Loge de France, intitulée: " La franc-maçonnerie et les religions sont-elles compatibles? Est-il possible d'avoir une pratique religieuse et d'être franc-maçon?"

### Décoration
- Officier de l'ordre du Mérite agricole promotion du 14 juillet 2019 en qualité de président d'une fondation mémorielle au monde rural durant la Première Guerre mondiale[7].